# Reatha King

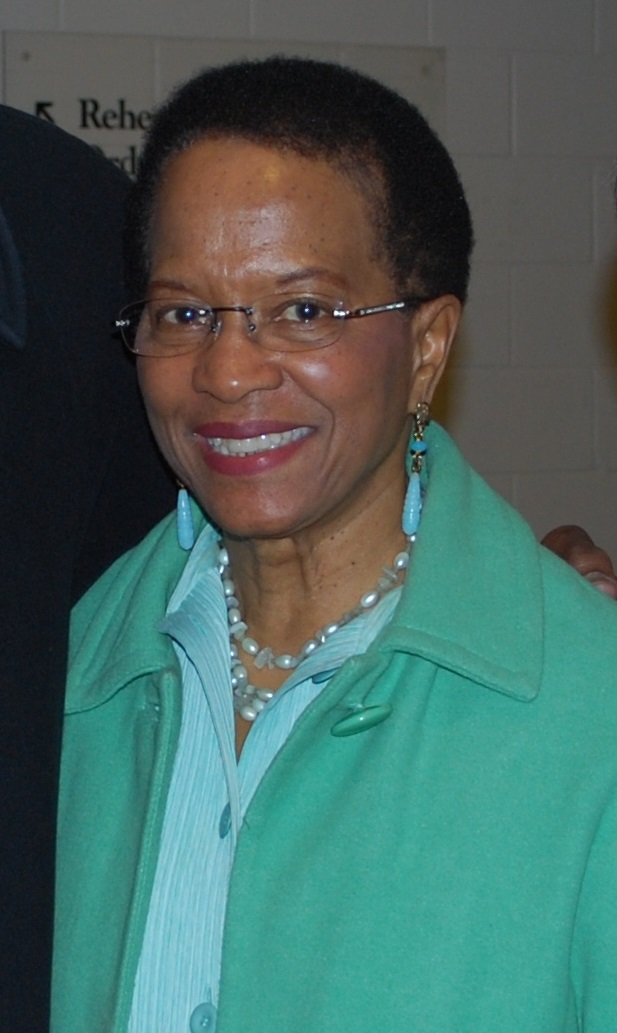
Reatha King, 2009

Reatha Clark King (* 11. April 1938 in Pavo, Georgia, Vereinigte Staaten) ist eine amerikanische Chemikerin und Hochschullehrerin. Sie war die erste afroamerikanische Frau, die an der University of Chicago einen Hochschulabschluss in Chemie erlangte, und die erste afroamerikanische Chemikerin des National Bureau of Standards. Ihre Erfindung eines Spiralrohrs zur Kühlung von Raketentreibstoff war ein entscheidender Fortschritt im amerikanischen Raumfahrtprogramm und sie veröffentlichte wegweisende Forschungsergebnisse zu Sauerstoffdifluorid, das heute ein Standardbestandteil von Raketentreibstoff ist.

## Leben und Werk
King ist die zweite von drei Töchtern von Willie und Ola Watts Campbell. Als sie noch die Grundschule besuchte, zog sie mit ihrer Mutter nach Moultrie, Georgia, nachdem sich ihre Eltern getrennt hatten. 1954 schloss sie die Moultrie High School for Negro Youth als Jahrgangsbeste ab. Anschließend erhielt sie ein Stipendium für das Clark College in Atlanta, wo sie ihren Bachelor-Abschluss erhielt. Sie nahm dann ein weiterführendes Studium der Thermochemie an der University of Chicago mit einem Woodrow Wilson Fellowship auf. Sie erhielt dort 1960 ihren Master-Abschluss und promovierte 1963.
Während ihres Studiums an der University of Chicago lernte sie N. Judge King Jr. kennen, einen Absolventen des Morehouse College, der an der Englewood High School Naturwissenschaften unterrichtete. Nach ihrer Heirat 1961 nahm sie als erste Afroamerikanerin eine Stelle beim National Bureau of Standards an, als ihr Ehemann nach Washington, D.C. ging, um an der Howard University in organischer Chemie zu promovieren. Zu ihren zahlreichen Aufgaben dort gehörte ein Projekt für die Advanced Research Projects Agency, heute bekannt als Defense Advanced Research Projects Agency (DARPA), bei dem es darum ging, ein Material zu finden, das sich für Behälter für die extrem ätzende Verbindung Sauerstoffdifluorid eignet. Sie arbeitete mit George Armstrong, dem Leiter des Kalorimetrielabors in der Wärmeabteilung, im Bereich Materialwissenschaften und Hochtemperaturchemie. Sie leitete ein Projekt zur Bestimmung der Bildungswärme von Sauerstoffdifluorid, einem potenziellen Raketentreibstoffbestandteil, der für die National Aeronautics and Space Administration von Interesse war. Sie veröffentlichte mehrere Artikel und gewann für ihre Arbeit einen internen Preis.
Während dieser Zeit bekam sie mit ihrem Mann zwei Söhne. Als ihr Mann den Vorsitz der Chemieabteilung am Nassau Community College auf Long Island übernahm, wurde sie 1968 Assistenzprofessorin für Chemie am neu gegründeten York College der City University of New York in Queens. Sie war bis 1977 dort Professorin für Chemie und zugleich stellvertretende Dekanin der Abteilung für Naturwissenschaften und Mathematik und später stellvertretende Dekanin für akademische Angelegenheiten.
Sie absolvierte ein Sabbatjahr und erwarb 1977 einen Master of Business Administration an der Columbia University.
1977 wurde sie Präsidentin der Metropolitan State University in Minneapolis-St. Paul. Anschließend war sie von 1988 bis 2002 Präsidentin und geschäftsführende Direktorin der General Mills Foundation sowie Vizepräsidentin von General Mills Inc.
King ging 2002 bei General Mills in den Ruhestand, blieb aber noch ein weiteres Jahr als Vorstandsvorsitzende bei General Mills.
Seit 1979 war sie in zahlreichen Unternehmens- und Non-Profit-Vorständen tätig, darunter von 1997 bis 2009 in der ExxonMobil Company, der HB Fuller Company, der Wells Fargo & Company, der Minnesota Mutual Insurance Company, der University of Chicago, im American Council on Education und im Council on Foundations. 2011 begann sie ihre Tätigkeit als Unternehmensdirektorin bei Allina Health Systems. Sie ist Vorstandsmitglied der National Association of Corporate Directors, emeritierte Treuhänderin der University of Chicago und sitzt im Aufsichtsrat des Malcolm Baldrige National Quality Award.
Ihre Biografie Find a Trail or Blaze One wurde 2021 veröffentlicht.

## Auszeichnungen und Ehrungen (Auswahl)
- Sie ist Treuhänderin auf Lebenszeit der University of Chicago und Trägerin von 14 Ehrendoktortiteln sowie vielen weiteren Auszeichnungen. Zu ihren Auszeichnungen gehört der Exceptional Black Scientist Award der CIBA-GEIGY Corporation.[9]
- 1996: Hall of Fame[10]
- 2004: Louis W. Hill, Jr. Fellowship[11]
- 2019: Governor’s Civil Rights Legend Award[12]